# Kongen bød
Kongen bød (også kendt som Stavnsbåndsfilmen) er en dansk film fra 1938, 150-året for Stavnsbåndets ophør. Filmen er instrueret af Svend Methling efter manuskript af Thomas P. Hejle og Bernhard Jensen. Musikken er komponeret af Emil Reesen

## Medvirkende
- Elith Pio
- Bjarne Henning-Jensen
- Carlo Wieth
- Albert Luther
- Clara Pontoppidan
- Valdemar Møller
- Charles Wilken
- Peter Nielsen
- Henrik Malberg
- Sigrid Neiiendam
- Peter Poulsen
- Mathilde Nielsen
- Petrine Sonne
- Kai Holm
- Rasmus Christiansen
- Thorkild Roose
- John Price
- Bjarne Forchhammer
- Pouel Kern
- Aage Foss
- Valdemar Skjerning